# Puente Wadi Leban
El Puente Wadi Leban es un puente atirantado en la ciudad de Riad, la capital del país asiático de Arabia Saudita. Fue diseñado por Srinivasan Seshadri. Su construcción comenzó en el año 1993 y concluyó en el año 1997. Tiene una longitud total de 763 metros, un ancho de 35,8 metros y un alto de 175,5 metros.-